# Benjamin Longue
Benjamin Longue (ur. 3 grudnia 1980 w Numei) – nowokaledoński piłkarz występujący na pozycji obrońcy.

## Kariera klubowa
Swoją karierę rozpoczął w rezerwach klubu SC Bastia, gdzie grał w latach 1998–2005 na poziomie czwartej ligi i piątej. W barwach pierwszej drużyny Bastii rozegrał dwa spotkania w Ligue 1. W lidze tej zadebiutował 28 września 2002 w przegranym 1:2 meczu z Girondins Bordeaux, a po raz drugi wystąpił w niej 18 września 2004 przeciwko Olympique Lyon (0:0).
W 2005 odszedł do drużyny CA Bastia, grającej w piątej lidze, a w 2008 przeniósł się do nowokaledońskiej ekipy AS Magenta, z którą czterokrotnie wywalczył mistrzostwo Nowej Kaledonii (2007/08, 2008/09, 2009, 2012). W 2013 zakończył karierę.

## Kariera reprezentacyjna
W reprezentacji Nowej Kaledonii zadebiutował 30 czerwca 2003 w wygranym 2:0 meczu Igrzysk Południowego Pacyfiku z Papuą-Nową Gwineą. Na tamtych igrzyskach piłkarze Nowej Kaledonii zajęli 2. miejsce.
W 2008 został powołany do kadry na Puchar Narodów Oceanii, na którym zagrał w czterech meczach, a Nowa Kaledonia zajęła 2. miejsce. 
W latach 2003–2011 w drużynie narodowej rozegrał 12 spotkań.